# Seherelela
Seherelela è un villaggio del Botswana situato nel distretto Meridionale, sottodistretto di Ngwaketse. Il villaggio, secondo il censimento del 2011, conta 723 abitanti.

## Località
Nel territorio del villaggio sono presenti le seguenti 1 località:
- Seherelela Cattle Post di 6 abitanti